# Camas an Staca

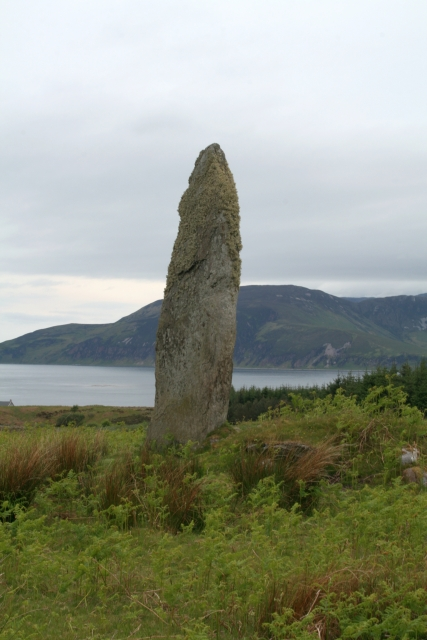
Camas an Staca

Der west-ost-orientierte Menhir (englisch Standing stone) Camas an Staca steht im Süden der Hebrideninsel Jura in Argyll and Bute in Schottland. 
Er hat eine Höhe von 3,5 m und eine Breite von 1,2 m. Er steht am Rand eines großen etwa 0,6 m hohen Lesesteinhaufens mit größeren Steinen am Nordende.
Der Menhir befindet sich in einem verwilderten, durchfurchten Gebiet. Der vermeintliche aber in der Form irreguläre Cairn, scheint aus Lesesteinen zu bestehen. Es gibt keine Hinweise auf Randsteine oder eine Steinkiste.

Camas an Staca
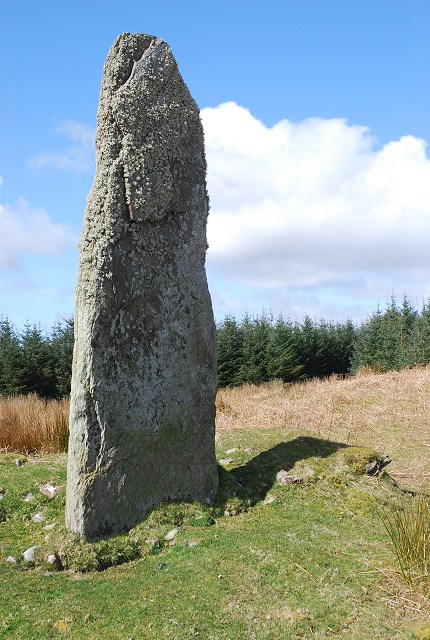
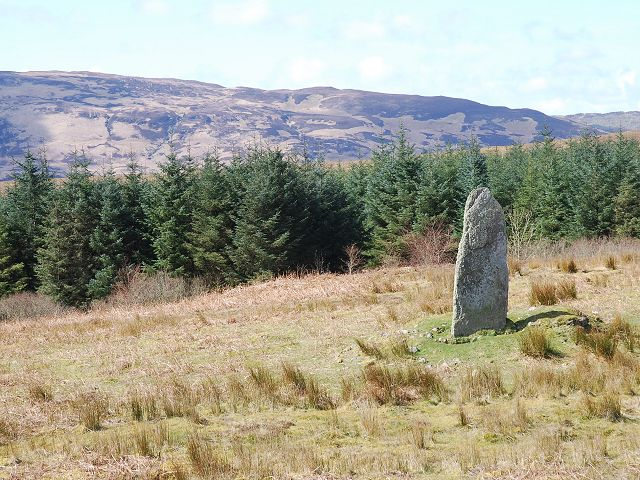
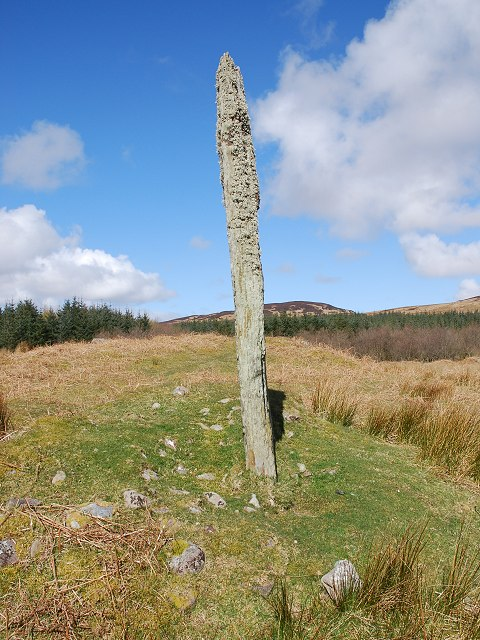